# Umihana Čuvidina
Umihana Čuvidina (Sarajevo, 1794 – Sarajevo, 1870) è stata una poetessa bosniaca di epoca ottomana, prima autrice bosniaca donna la cui opera letteraria è pervenuta fino a noi. Čuvidina ha cantato le sue poesie e ha contribuito notevolmente al genere tradizionale della musica popolare bosniaca, la sevdalinka ..

## Biografia
Čuvidina nacque a Sarajevo in una famiglia di ristoratori bosniaci intorno all'anno 1794, quando la Bosnia ed Erzegovina era una provincia dell'Impero ottomano. Čuvidina crebbe a Hrid, un quartiere di Sarajevo situato sulla riva sinistra del fiume Miljacka.
Nel 1813, Čuvidina si fidanzò con un giovane di nome Mujo Čamdži-bajraktar che morì come soldato dell'esercito imperiale di Ali-paša Derendelija durante la prima rivolta serba dell'inizio del XIX secolo vicino alla cittadina di Loznica presso il fiume Drina . Fortemente colpita dalla morte del suo fidanzato, Čuvidina decise di non sposarsi mai e iniziò a scrivere poesie sul suo fidanzato e sui suoi compagni soldati.
Per tre anni dopo la morte di Mujo, Umihana non uscì dal suo cortile. Nel quarto anno, si taglio tutti i capelli in segno di lutto eterno e li legò al recinto del suo cortile, come menzionò nelle sue poesie.
L'unico poema completo che può essere attribuito a Čuvidina senza dubbio è il poema epico di 79 versi chiamato "Sarajlije iđu na vojsku protiv Srbije" (inglese: "Gli uomini di Sarajevo marciano alla guerra contro la Serbia"), in alfabeto arebica.
Umihana Čuvidina visse in età avanzata e morì nel 1870 circa. Fu sepolta in un funerale musulmano in una località sconosciuta a Sarajevo, "sotto il boschetto sulla scogliera".

## Memoria
Una scuola elementare che porta il suo nome (Umihana Čuvidina Osnovna Škola) ha aperto nel 1970 nel quartiere di Sarajevo detto Boljakov Potok. 
Il 26 settembre 1992, alcuni studenti di tale scuola furono uccisi dalle forze serbe durante la guerra in Bosnia. Tre mesi dopo, il 16 dicembre 1992, altri tre giovani studenti della scuola furono uccisi da una granata serba e molti altri feriti mentre giocavano nel cortile dell'edificio. Questi incidenti furono parte dell'assedio di Sarajevo, che durò quattro anni.
La casa in cui è nata sulla strada "Ulica Mujezinova" a Stari Grad, Sarajevo si è gravemente deteriorata nel corso degli anni. È difficile per i residenti più anziani della strada passeggiare durante l'inverno, quando il ghiaccio e la neve coprono i vecchi ciottoli, che continuano a deteriorarsi, mentre l'erba cresce intorno a loro. I residenti avevano chiesto più volte alla città di pagare per avere una targa con dati storici su Čuvidina collocata nella casa in cui viveva una volta, ma senza risultati fino al 2011 quando la città di Sarajevo ha approvato un finanziamento di 40.000 euro per ristrutturare la strada e casa.
Nel settembre 2012, l'attrice bosniaca Nada Đurevska ha annunciato che lei e il suo collega Admir Glamočak stavano progettando di creare un monodramma su Umihana Čuvidina. Urevska ha dichiarato di aver raccolto informazioni sulla vita della poetessa enigmatica per anni.

## Elenco parziale delle opere

### Circa 1810-1820
- "Čamdži Mujo i lijepa Uma" (Čamdži Mujo e la bella Uma)[11]
- "Sarajlije iđu na vojsku protiv Srbije" (Gli uomini di Sarajevo vanno alla guerra contro la Serbia)
- "Žal za Čamdži Mujom" (Il desiderio di Čamdži Mujo)